# Herophilos (Gemmenschneider)

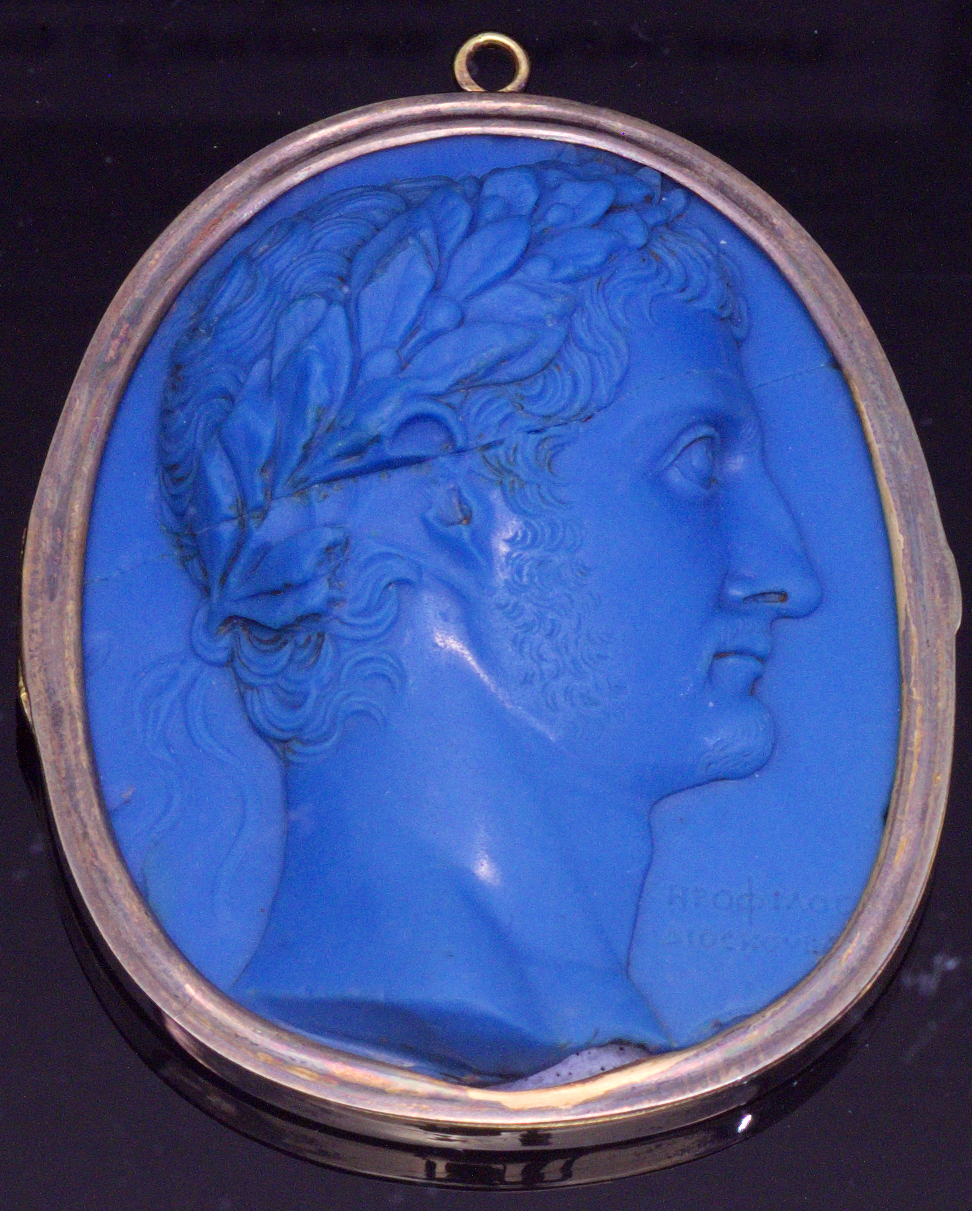
Von Herophilos signierter Glaskameo, Wien, Kunsthistorisches Museum Inv. IXa 30

Herophilos (altgriechisch Ήρόφιλος) war ein antiker griechischer Steinschneider. Er arbeitete in der bedeutendsten Gemmen-Werkstatt der späten Römischen Republik und der frühen Kaiserzeit.
Herophilos war ein Sohn des bedeutendsten Steinschneiders seiner Zeit, Dioskurides, und damit auch Bruder von Eutyches und Hyllos. Er arbeitete in der Werkstatt seines Vaters und wurde vermutlich auch von diesem ausgebildet, stilistisch steht er ihm recht nahe. Es ist nur ein Werk erhalten, das er im Genitiv signiert hatte und das auch seinen Vater nennt. Dieser Kameo aus blauem Glas wurde bis in das 18. Jahrhundert im Kloster Echternach aufbewahrt und befindet sich seit 1798 in Wien, heute im Kunsthistorischen Museum. Während die Darstellung aufgrund der Physiognomie des Porträtierten und des Lorbeerkranzes weitestgehend unbestritten als Angehöriger des julisch-claudischen Hauses gedeutet wird, ist die konkrete Benennung umstritten. Marie-Louise Vollenweider glaubt an eine Darstellung des Augustus, Erika Zwierlein-Diehl nimmt an, es handele sich um Drusus, und Adolf Furtwängler sowie Peter Zazoff gehen von einem Tiberius-Porträt aus. In jedem Fall zeigt die Gemme eine erstklassige Beherrschung des Handwerks.